# Tartessus guttatinervis
Tartessus guttatinervis är en insektsart som beskrevs av Jacobi 1941. Tartessus guttatinervis ingår i släktet Tartessus och familjen dvärgstritar. Inga underarter finns listade i Catalogue of Life.